# Ácido elágico

representación de la fórmula del ácido elágico.

El ácido elágico es un polifenol que protege a muchas plantas contra la luz ultravioleta, virus, bacterias y parásitos. Ha sido usado como sinapomorfia en taxonomía para reunir a las Fabales como orden. El ácido elágico está presente en las plantas como elagitanino, que se activa bajo estrés a ácido elágico. El urolitina A, metabolito del ácido elágico, también promueve la regeneración mitocondrial a través de su síntesis por bacterias del colon a partir de la granada. El ácido elágico tiene la fórmula sintética C14H6O8. El número CAS-es 476-66-4.

## Presencia
Según estudios en Japón, Alemania y Estados Unidos, los elagitaninos de plantas cuando son comidos por mamíferos y humanos activan sus propiedades protectoras en el cuerpo, combatiendo inflamaciones crónicas (reuma, artritis), colesterol, radicales libres de oxígeno (peróxidos, superóxidos) y ciertos tipos de cáncer. Se puede presentar en algunos vinos blancos que poseen virutas de madera de roble antes de su embotellado (es considerado uno de los posibles fallos del vino y denominada turbidez fenólica).
Las fuentes de elagitaninos/ácido elágico son varias nueces y frutas, en especial las granadas y frambuesas, estando también presentes en muchos frutos rojos (granadas, fresas, frambuesas, arándanos, moras), en algunos frutos secos (nueces, pacanas y castañas) y también en kiwis y uvas. Sus variedades oscuras en las alturas de Colombia y México son extremamente ricos en elagitaninos.